# Vidán
Vidán es un pequeño barrio situado al suroeste de Santiago de Compostela, en su salida hacia Noya (España), en el valle que forman el río Sar y su afluente el Sarela.
Cuenta con numerosos monumentos y restos megalíticos arqueológicos, desde varios puentes romanos, molinos de trigo y maíz, asimismo pasan los caminos de Santiago a Finisterre y a Portugal. En la parte más alta del barrio se construyó el Hospital Clínico Universitario de Santiago de Compostela además de otros servicios sanitarios y parte del Campus Sur de la Universidad de Santiago.
Alrededor de mil vecinos están censados en este barrio, que a su vez tiene diferentes zonas como los Chouchiños, Cantaleta, Vidán Vello, Brandía, Ponte Vella, Rocha Nova... siendo la Avenida Mestra Victoria Míguez el centro del barrio. Su parroquia es el Divino Salvador de Vidán, y su patrón San Mauro.
- Datos: Q6161792